# Puerto Montt (kommun)
Puerto Montt är en kommun i Chile.   Den ligger i provinsen Provincia de Llanquihue och regionen Región de Los Lagos, i den södra delen av landet, 900 km söder om huvudstaden Santiago de Chile.
I omgivningarna runt Puerto Montt växer i huvudsak blandskog. Runt Puerto Montt är det ganska tätbefolkat, med 108 invånare per kvadratkilometer.